# ディオルコス

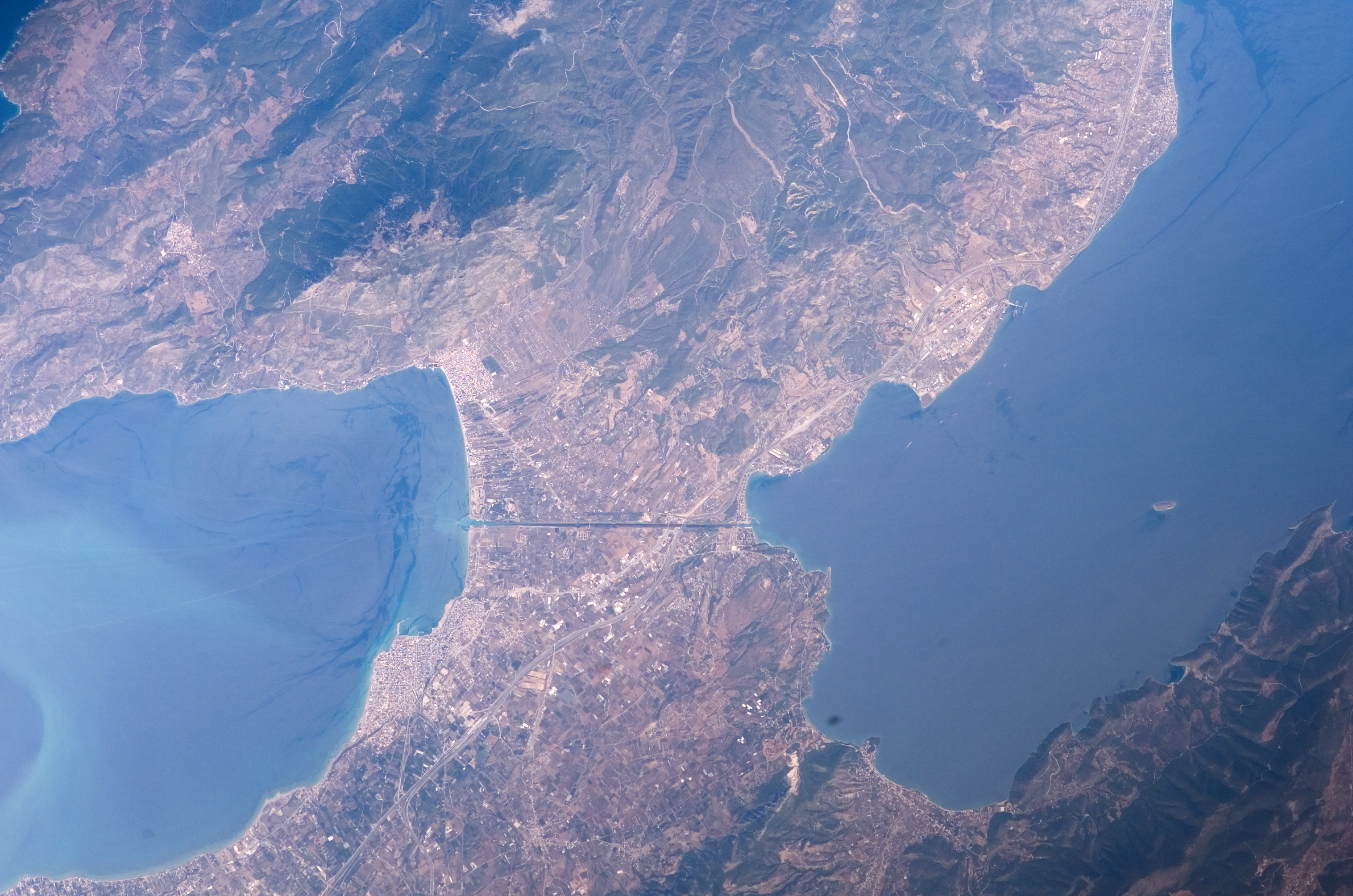
コリントス運河の通るコリントス地峡、運河の近くにディオルコスが通っていた

2つの海の間に位置するコリントス地峡の戦略的位置

ディオルコス（ギリシア語: Δίολκος、ギリシャ語のδιά (dia) 「横断する」とλκός (holkos) 連水装置より）は、古代ギリシア時代のコリントス付近に存在していた舗装路で、コリントス地峡を横断して陸上で舟を移動できるようにするものであった。これにより、ペロポネソス半島を迂回する長く危険な航海を回避することができた。喜劇作家のアリストパネスが書いた「コリントス人くらい速い」という言葉は、このディオルコスが古代において常識となっており、その迅速性に定評があったことを示している。
ディオルコスの主な機能は貨物輸送であったが、戦時には海上作戦を迅速化する好ましい手段ともなった。全長6キロメートルから8.5キロメートルのこの道路は、鉄道の原始的な形態であると言え、紀元前600年頃から1世紀中ごろまで使用されていた。ディオルコスが鉄道と船の陸上輸送の2つの本質を組み合わせた規模は、古典古代において独特であり続けた。

## 機能
ディオルコスは、イオニア海とエーゲ海の間を船が移動する際に、強風が吹き荒れることで知られるマタパン岬やマレアス岬などペロポネソス半島の3つの岬を周る危険な航海をせずに済むようにするものであった。対照的にコリンティアコス湾やサロニコス湾は、比較的安全な水域であった。これに加え、もっとも狭い部分で6.4キロメートルの地峡を通行すれば、ギリシャのイオニア海沿岸からアテネへ航海する距離を大きく短縮することができた。

## 歴史

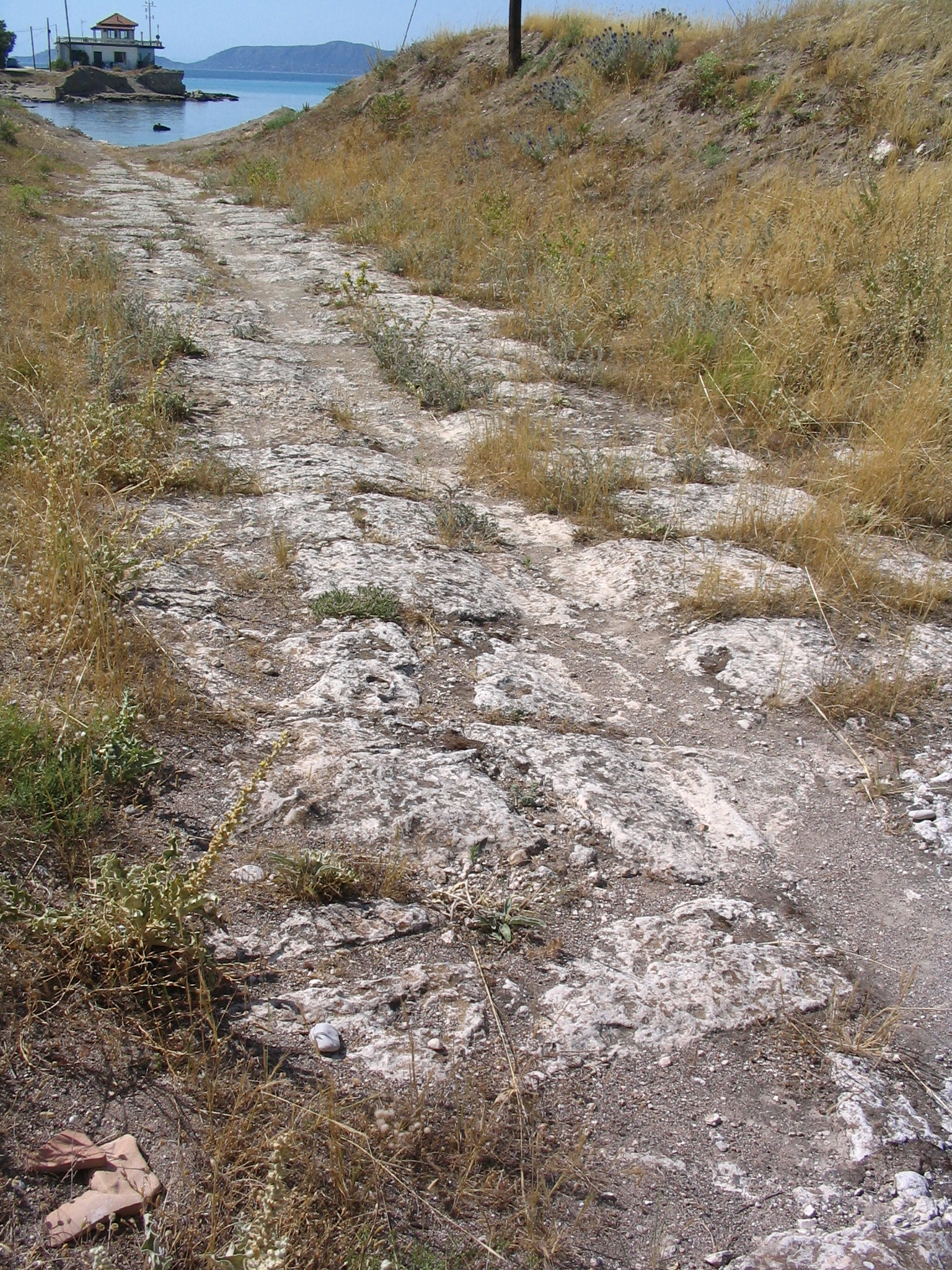
発掘された、コリンティアコス湾に近い西端部

ディオルコスがいつ建設されたかについては、古代の文献は何も触れていない。紀元前460年から395年まで生きたトゥキディデスにとっては、既にディオルコスは古典的なものになっていたと思われる。現地付近において発掘された文献やそれに関連した陶器などは、ペリアンドロスがコリントスの僭主であった紀元前7世紀末から6世紀初期の建設であることを示唆している。
伝えられることに寄れば、ディオルコスは紀元1世紀中ごろまでは少なくとも定期的に使用されていたが、これ以降は文献に現れなくなる。ネロが紀元67年に取り組んだが、失敗に終わった運河建設により、ディオルコスが使用されなくなった可能性がある。ずっと後の9世紀末、そして1150年頃に行われた、地峡を越えた軍艦の輸送は、大きな時間差のため、ディオルコス以外の経路を使ったものと思われる。

### 戦時の役割
ディオルコスは、古代の海軍の戦いにおいて重要な役割を果たした。ギリシアの歴史家たちは、紀元前5世紀から1世紀までのあいだ何度も、海軍の作戦を迅速化するために、地峡を越えて軍艦を運んだことがあると記述している。紀元前428年、スパルタはアテネを脅かすためにディオルコスを使ってサロニコス湾へ軍艦を運ぶ計画をし、一方ペロポネソス戦争中の紀元前411年には、ヒオス島での作戦に向け艦隊を迅速に移動させた。紀元前220年、ファロスのデメトリウスは、約50隻からなる艦隊を地峡を越えてコリンティアコス湾へと運んだ。
その3年後、ピリッポス5世はマケドニア王国の38隻の艦隊を地峡を越えて運ばせる一方、より大型の船はマレアス岬を回航させた。また後にローマ皇帝となるオクタウィアヌス（アウグストゥス）は紀元前31年にアクティウムの海戦で勝利した後、彼の260隻からなるリブルナの艦隊の一部を地峡を越えてマルクス・アントニウスに対してできるだけ速く前進させた。紀元後868年には、東ローマ帝国の提督ニケタス・オオリュファスは、彼の100隻のデュロモイからなる艦隊すべてを迅速な作戦で地峡を横断させたが、これはディオルコスとは異なるルートで行われたものである可能性が高い。

### 商業上の役割
軍事作戦に関連して頻繁にディオルコスが取り上げられるものの、現代の学術的な研究によれば、軍艦を輸送する必要性はあまり頻繁にはなかったことや、古代の歴史家は常に商業より軍事に関心があったことなどを踏まえると、このディオルコスの主な目的は貨物の運搬であっただろうと推測している。平時もディオルコスは定期的な使用がされていることを描いたガイウス・プリニウス・セクンドゥス（大プリニウス）やストラボンの言葉もまた、この道が商業的に用いられていたことを示唆している。ギリシア建築のモニュメント的建築の発展とディオルコスの建設が同時期であることから、当初は大理石、一枚岩や木材などの重い貨物を東西に輸送することに特に用いられていたのかもしれない。コリントス人が自分たちの領域内にあるディオルコスから何を得ることができていたのかは明らかでないが、この道が建設以来長い期間にわたって使用され保守されてきたという事実は、古代を通じて商船にとってマレアス岬を迂回するよりも魅力的な代替路であり続けたということを示唆している。

## 構造

### 経路

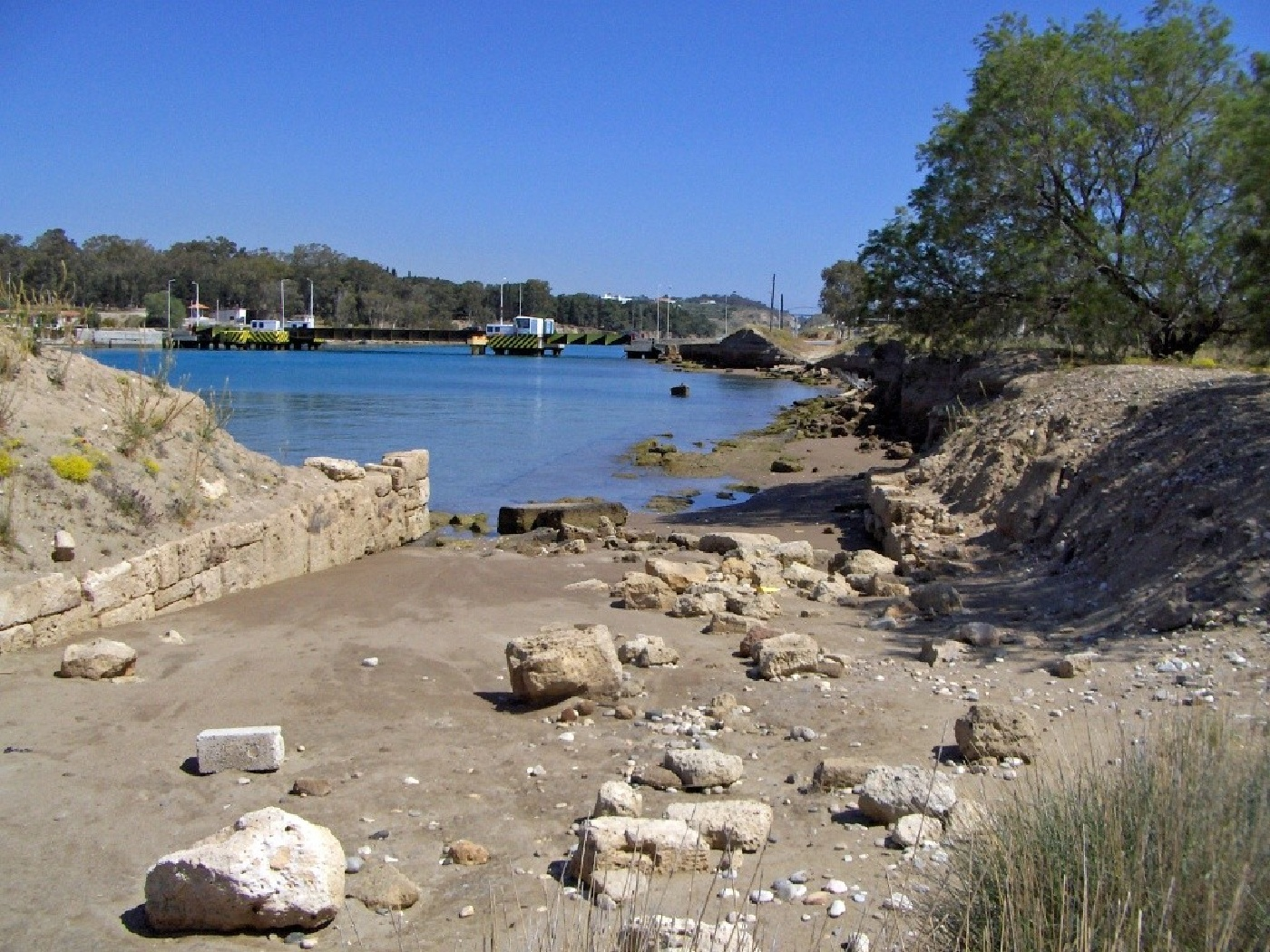
係留場所

ディオルコスは地峡のもっとも狭くなっている部分を横断しており、その経路は急な勾配を避けるために現地の地形に合わせて曲線を描いていた。地峡の尾根をおよそ79メートルの標高で通過しており、平均勾配は70分の1（1.43パーセント）、最急勾配は16.5分の1（6パーセント）であった。全長は、想定される屈曲の数に依存して6 - 7キロメートル、8キロメートルまたは8.5キロメートル程度であると推定されている。主にコリンティアコス湾付近の西端部において、合計で1,100メートルにわたり考古学的に位置が確認されている。現代のコリントス運河の南側の係留地において経路が始まり、運河に沿って数百メートル進み、そこで運河の北側に移って、運河に沿って同じような距離をわずかに曲線を描いて続く。そこからは、ディオルコスは現代の運河と同じ経路でまっすぐ続いていたか、大きな弧を描いて南へ向かっていた。終点はサロニコス湾の、現代のカラマキにあたるSchoinosの村で、ストラボンがディオルコスの東端であると描いている。ディオルコスの一部区間は19世紀のコリントス運河や、そのほかの現代の構造物によって破壊されている。

### 軌道と輸送

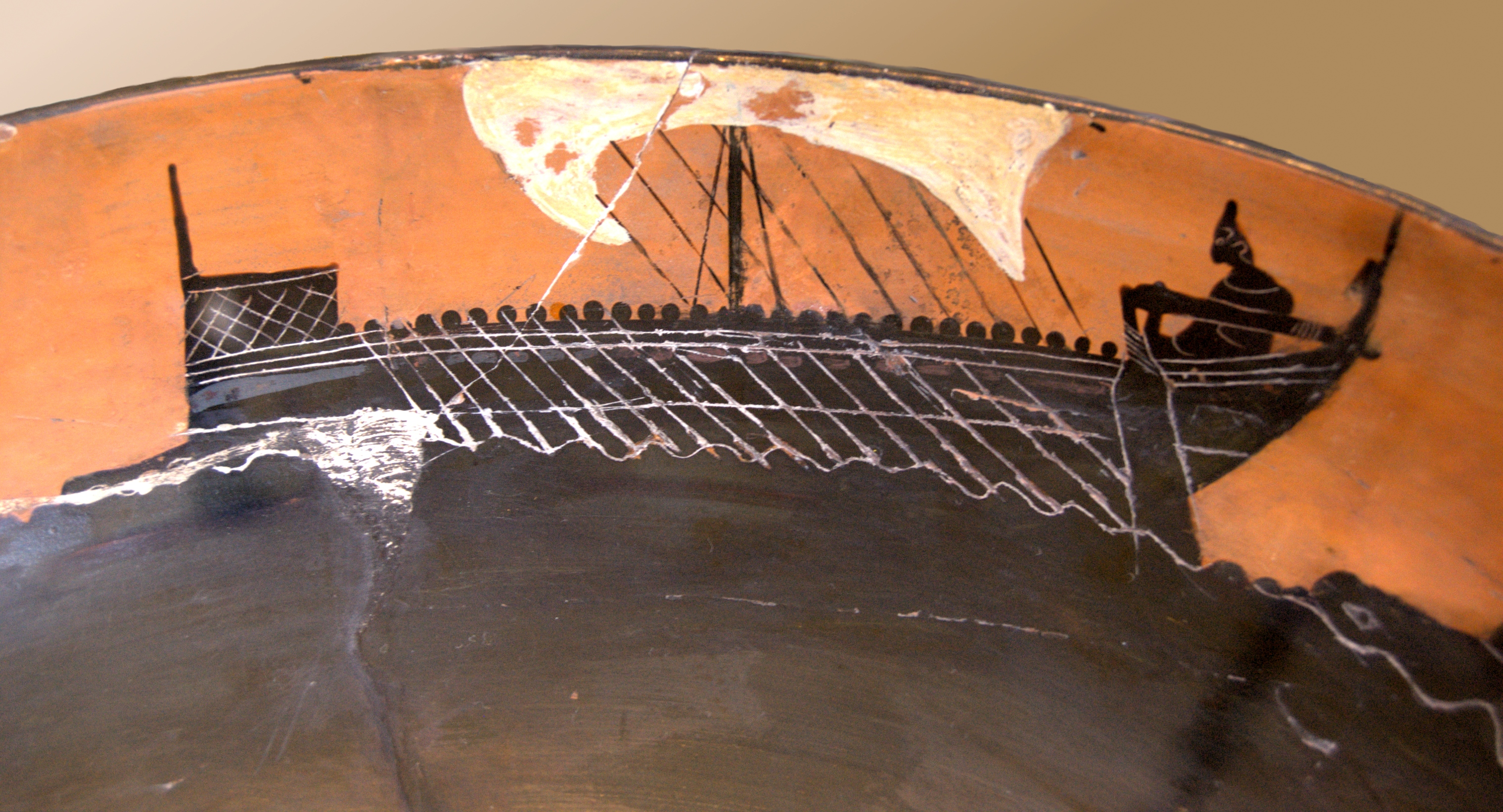
アッティカの黒絵式に現れる船、紀元前520年頃、ディオルコスがペリアンドロスの時期に運搬していた可能性のある船である

ディオルコスは硬い石灰岩で舗装された道であり、約1.6メートル離れて平行に溝が刻まれていた。道の幅は3.4メートルから6メートルであった。古代の文献は、どのように船が運ばれていたかについてほとんど触れていないので、船の輸送手段はおおむね考古学的な証拠に基づいて復元されたものである。この軌道から、ディオルコスによる輸送はある種の車輪の付いた車両によって行われていたことを示唆している。船と貨物を異なる車両に載せて運んでいたか、あるいは貨物のみを運んで地峡の反対側で異なる船に再搭載していた。
技術的な検討によれば、25トンで全長35メートル、幅5メートルの三段櫂船を運ぶのは難しかったものの、技術的には可能であったが、普通は大型の船というよりは小型のボートを運んでいたものと推定されている。輸送中に竜骨を損傷するのを避けるため、hypozomataという太いロープを船首から船尾まで張り渡して、船体が垂れ下がったり上反りになったりするのを避けなければならなかった。船と貨物は、人や動物がロープ、滑車装置、そしておそらくキャプスタンによって牽引していた。
科学者のトーリーは、地峡を越えて船を牽引するために必要な労力を見積もろうと試みた。水の浸み込んだ三段櫂船を、それを搭載した車両込みで38トンであると仮定し、また1人の人間が長期間にわたって発揮できる力を300ニュートンとすると、牽引チームは勾配や軌道の状態にもよるが、112人から142人が必要であり、合計した牽引力は33から42キロニュートン（3.8トン重）であるとした。車両の速度を上げるためには180人が必要であろうとした。時速2キロメートルの速度で全長6キロメートルの行程を前提とすると、海から海までの移動には3時間がかかると見込まれた。
より少ない負荷と転がり抵抗を前提としたラエプセトは対照的に、最大牽引力を27キロニュートンと計算し、これによればいくらか少ない牽引作業者で済むことになる。こうした条件下では、牛による牽引も可能であっただろうが、トーリーは牛の牽引力は比較的減殺されるとしてこれに反論している。しかしどちらの設定にせよ、ディオルコスに必要な労力はかなりのものであるとみなければならない。

### 古代の鉄道
イギリスの科学史家のM.J.T.ルイスによれば、ディオルコスはその上を走る車両を誘導して外れないようにする、整えられた線路を準備するという基本的な考え方が、鉄道を象徴しているという。全長は6キロメートルから8.5キロメートル程度、およそ650年間にわたって定期的かつ頻繁に使われ続け、費用を払えばだれでも使えるという、ルイスによれば1800年頃になるまで再現されなかった公共鉄道という性質も持っていた。また、その平均の軌間は160センチメートル前後で、現代の標準軌に類する。
しかし、発掘された線路の詳細な調査によれば、やや異なる像が浮かび上がる。東端付近においては、車両の車輪を誘導するために石の板に顕著に溝が刻まれているのに対して、西側の区間においては単に摩耗の結果に過ぎない、あるいはまったく溝が刻まれていないと見る歴史家もいる。一方で、この道路の区間の著しい上反りは、意図的な線路であると見た方がよいかもしれない。一般的に、溝が様々な形態となっているのは、ディオルコスが非常に長い期間にわたって運行されたということで説明できるかもしれない。その期間中に、変更や修理が行われて、線路の形態を大きく変えてきたであろうからである。

### 現代の発掘調査

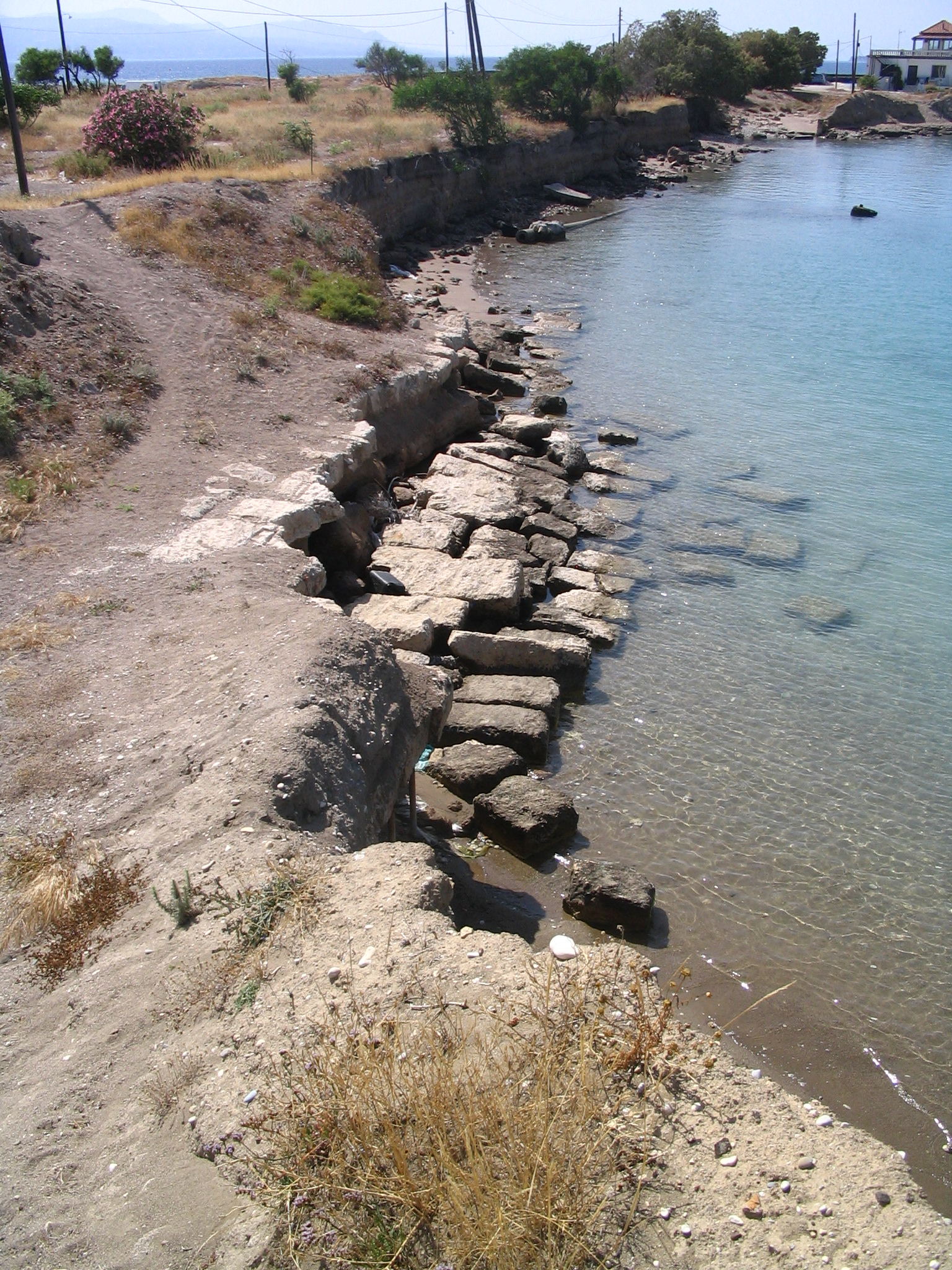
西端における岸の浸食

コリントス運河の主任技術者であったベーラ・ゲルスターは地峡の地理に関して大規模な調査を行ったが、ディオルコスを発見することはなかった。この船舶輸送軌道の残骸について、おそらく初めて認知したのはドイツの考古学者ハッボ・ローリングで、ベデカーの1883年版でのことである。1913年に、ジェームズ・フレイザーがパウサニアスに関する彼の解説書の中で、地峡を横断する古代の線路の名残に関して報告しており、さらに西側の埠頭に関しては1932年にハロルド・ノース・ファウラーによって発見された。
最終的に組織的な発掘調査がギリシャの考古学者ニコラオス・ヴェルデリスによって1956年から1962年にかけて実施され、これによりほぼ連続した800メートルの区間を発見し、さらに合計すると1,100メートルにわたる区間を特定した。彼の発掘報告は、その後の研究の基礎であり続けているが、しかし彼が早くに亡くなってしまったためすべての出版に漕ぎつけられず、ディオルコスの正確な特性に関する多くの未解明の疑問が残されることになった。現地での追加の調査はヴェルデリスの業績の補完を意味しており、ジョルジュ・ラエプセトやヴァルター・ヴェルナーが後に発表した。
こんにち、近接する運河における船舶の運航がもたらす侵食により、特に発掘された西端部においてディオルコスのかなりの部分が酷い状態となっている。ギリシャの文化省が保護に不活発であるとする批判から、保存して考古学遺跡として登録しようとする請願が起きている。

## 古代の文献
以下の古代の作家が、地峡を越えて船を運ぶことに言及している（時代順）
- トゥキディデス 3.15.1, 8.7, 8.8.3–4
- アリストパネス, 女だけの祭 647–648
- ポリュビオス 4.19.7–9 [318], 5.101.4 [484], frag. 162 (ed. M. Buettner-Wolst)
- ティトゥス・リウィウス 42.16.6
- ストラボン 8.2.1 [C.335], 8.6.22 [C.380], 8.6.4 [C.369]
- ガイウス・プリニウス・セクンドゥス, 博物誌, 4.9–11, 18.18
- カッシウス・ディオ 51.5
- アレクサンドリアのヘシュキオス (ed. Schmidt, I, p. 516.80)
- スーダ辞典 2.92
- ゲオルギウス・スプランツェース（英語版） 1.33
- イドリースィー (Joubert, P.A.: Géographie d'Édrisi 2, Paris 1840, p. 123)

## 他の船舶運搬路
コリントス地峡のディオルコス以外に、アエギュプトゥス（ローマ帝国属領時代のエジプト）に同じディオルコスという名前で2か所の船舶運搬路があったとされるが、文献上の証拠は少ない。医学作家のオリバシウス（320年頃-400年頃）は、1世紀のアフロディシアスのクセノクラテスが書いた2件の文献を記録しており、その中の一方ではアレクサンドリアの港の近くにあったというディオルコスに偶然触れており、おそらくこれはファロス島の南側に位置していたものと思われる。もう1件のディオルコスは、クラウディオス・プトレマイオス（90年 - 168年）がその地理に関する本の中で言及しており、一部が浅くなってしまったナイル川の支流を地中海へと結ぶものであった。クセノクラテスもプトレマイオスも、こうしたディオルコスの詳細については触れていない。